# (963) Iduberga
(963) Iduberga és un asteroide del cinturó principal descobert per l'astrònom Karl Wilhelm Reinmuth en 1921 des de l'observatori de Heidelberg-Königstuhl, Alemanya.
Possiblement deu al seu nom a una noia de l'almanac Lahrer Hinkender Bote.
Pertany a la família Flora. La seva distància mínima d'intersecció de l'òrbita terrestre és de 0,952464 ua. El seu TJ és de 3,604.
Les observacions fotomètriques recollides d'aquest asteroide mostren un període de rotació de 3,03 hores, amb una variació de lluentor de 12,49 de magnitud absoluta.